# Energia de reserva
Energia de reserva é um conceito do setor elétrico que se refere à energia contratada adicionalmente à demanda prevista, com o objetivo de aumentar a segurança e a confiabilidade do sistema elétrico. Atua como um "colchão" para cobrir imprevistos, como falhas em usinas, variações no consumo, estiagens prolongadas ou baixa geração de fontes intermitentes, como solar e eólica.

## Objetivo e funcionamento
O principal objetivo da energia de reserva é evitar interrupções no fornecimento de eletricidade, assegurando o atendimento mesmo em condições adversas. No Brasil, a contratação dessa energia é realizada por meio de leilões promovidos pelo governo federal, com base em estudos técnicos elaborados por órgãos como a Empresa de Pesquisa Energética (EPE).
Esses leilões visam à aquisição de energia ou potência de usinas que permanecem disponíveis para suprir o sistema quando necessário, mas que não integram o planejamento regular do atendimento à demanda.

## Importância e benefícios
A existência de energia de reserva é prática comum em sistemas elétricos modernos, especialmente aqueles com elevada participação de fontes intermitentes. Essa reserva permite ao operador do sistema maior flexibilidade para lidar com oscilações na oferta e na demanda, aumentando a confiabilidade e reduzindo o risco de medidas emergenciais, como o acionamento de usinas térmicas de custo elevado ou o racionamento de energia.
Por exemplo, em 2021, o Brasil enfrentou uma crise hídrica severa que exigiu leilões emergenciais de energia térmica a preços elevados, cujo custo foi repassado aos consumidores.

## Financiamento e distribuição de custos
O custo da energia de reserva é financiado por todos os consumidores por meio do Encargo de Energia de Reserva. Contudo, em várias situações, os custos são distribuídos de forma desigual, incidindo com maior peso sobre os consumidores cativos (que compram energia por meio das distribuidoras) do que sobre os consumidores livres (que contratam energia diretamente).
Alguns autores e representantes de associações de consumidores residenciais e pequenos comércios afirmam que a atual estrutura do Encargo de Energia de Reserva pode configurar um subsídio cruzado, no qual esses consumidores arcam com parcela maior dos custos, enquanto grandes indústrias se beneficiariam da segurança do sistema sem uma participação proporcional no seu financiamento.

## Críticas e debates
Certas associações de grandes consumidores manifestam oposição à continuidade dos leilões de energia de reserva, alegando a existência de excedente no sistema elétrico. Por outro lado, especialistas ressaltam que a eliminação desses leilões poderia aumentar riscos de desabastecimento e custos emergenciais.
O debate envolve a necessidade de planejamento adequado, a alocação justa dos custos entre os diversos segmentos consumidores e a busca por soluções mais eficientes e transparentes para garantir a confiabilidade do sistema elétrico nacional.